# 柿崎正澄
柿崎 正澄（かきざき まさすみ、1978年5月18日 - ）は、日本の漫画家。北海道紋別市出身。男性。血液型はA型。
北海道芸術デザイン専門学校卒業。2001年、22歳の時に『別冊ヤングサンデー』（小学館）に掲載された「ツートップ」にてデビュー。2005年、『RAINBOW-二舎六房の七人-』が、第51回（平成17年度）小学館漫画賞一般部門受賞。

## 作品リスト

### 連載
- X-GENE（原案協力：文月剣太郎、『週刊ヤングサンデー』2001年45号 - 2002年28号、全3巻）
- RAINBOW-二舎六房の七人-（原作：安部譲二、『週刊ヤングサンデー』2002年51号 - 2008年17号→『ビッグコミックスピリッツ』2009年29号[5] - 2010年5・6合併号[6]、全22巻）
- 感染列島（原作：映画『感染列島』製作委員会、『ビッグコミックスペリオール』2008年9月26日号 - 2009年1月1日号、単巻）
- HIDEOUT（『ビッグコミックスピリッツ』2010年28号[7] - 同年38号、単巻）
- GREEN BLOOD（英語版）-グリーン・ブラッド-（『週刊ヤングマガジン』2011年28号[8] - 2013年24号、全5巻）
- 闘獣士 ベスティアリウス（『週刊少年サンデー』2011年11号[1] - 12号[9]、2013年36・37合併号[10] - 40号、2014年47号[11] - 2015年14号→『少年サンデーS』2016年2月号[12] - 2019年2月号[13]、全7巻） - 読み切りから集中連載を経てシリーズ化[10][11]
- スパイの妻（原案：濱口竜介、野原位、黒沢清、『月刊サンデーGX』2020年8月号[14] - 2021年4月号、全2巻） - 映画のコミカライズ[15]
- ヨモツヘグイ 死者の国の果実（『月刊ヤングマガジン』2021年11月号[16] - 2023年11月号[17]、全3巻）
- 極北のゲロイ（『ゲッサン』2025年5月号[18] - ）

### 読切
- ツートップ（『別冊ヤングサンデー』2001年3月26日号）
- 鉄壁D（『別冊ヤングサンデー』2001年9月16日号）

## 関連人物

### 師匠
※師事順に記載
- ロドリゲス井之介[3]
- 佐藤秀峰[3]

### アシスタント
- 大石普人[19]
- 出口真人（2003年3月 - ）[20]